# Maipokhari
Maipokhari, ook Maipokharai, is een dorpscommissie (Engels: village development committee, afgekort VDC; Nepalees: panchayat) in het oosten van Nepal, gelegen in het district Ilam in de Mechi-zone. Ten tijde van de volkstelling van 2001 had het een inwoneraantal van 4447 personen, verspreid over 802 huishoudens; in 2011 waren er 4348 inwoners, verspreid over 931 huishoudens.